# Орден Яна Жижки
Чехословацкий командный орден Яна Жижки из Троцнова (чеш.  Československý velitelský řád Jana Žižky z Trocnova), государственная награда Чехословацкой Социалистической Республики.

## История
Чехословацкий командный орден Яна Жижки был учреждён постановлением Правительства от 14 июня 1946 года за № 152/1946 для награждения командного состава чехословацкой армии, или союзной армии, которые будучи во главе своего воинского формирования, сражаясь во Второй мировой войне, внесли свой вклад в освобождение Чехословакии от фашистских захватчиков при этом проявили личную храбрость, либо на собственном примере повлияли на подчинённых, что послужило успешному выполнению поставленной боевой задачи.

## Статут
Орден Яна Жижки имеет при степени:
- Золотую звезду
- Серебряную звезду
- Серебряную медаль

Ордена первой степени как правило удостаиваются высший командный состав армии. Второй степенью награждаются начальники штабов корпусов и дивизий. Третья степень присваивается командирам батальонов, подразделений, взводов.
Знаки ордена первой и второй степени носятся на правой стороне груди.
Знак ордена третьей степени носиться на орденской ленте на левой стороне груди.
Для повседневного ношения предусмотрены орденские планки, обтянутые орденской лентой с символами степени:
- 1 степень — две позолоченные скрещенные булавы.
- 2 степень — две серебряные скрещенные булавы.

## Описание знака ордена

### 1 степень
Знак ордена первой степени изготавливается из позолоченного серебра и представляет собой восьмиконечную звезду 70 мм в диаметре с увеличенным центральным медальоном в центре. В центре медальона профиль Яна Жижки, вокруг которого надпись: «Nepřátel se nelekejte, na množství nehleďte».

### 2 степень
Знак второй степени аналогичен первой, но без позолоты.

### 3 степень
Знак третьей степени представляет собой серебряную медаль 35 мм в диаметре.
Аверс медали несёт на себе профиль Яна Жижки, вокруг которого надпись: «Nepřátel se nelekejte, na množství nehleďte».
На реверсе по кругу надпись: «Československý velitelský řád», под ней в две строки «Jana Žižky z Trocnova»; ниже две скрещенные булавы.
Медаль при помощи кольца подвешена к орденской ленте чёрного цвета с красной узкой плоской по центру 38 мм в ширину и 55 мм в длину.